# Laurencjusz (zakonnik)
Laurencjusz, fr.  Laurent (ur. ?, zm. 2 września 1792 w Saint-Germain-des-Prés) – francuski błogosławiony Kościoła katolickiego, zakonnik, prezbiter.

## Życiorys
O ojcu Laurencjuszu zachowało się niewiele informacji. Wiadomo, że po święceniach był kapłanem diecezji paryskiej i pracował w zakładzie dla głuchoniemych (współcześnie L'Institut National de Jeunes Sourds de Paris), gdzie pomagał księdzu Sicard. Gdy w rewolucyjnej Francji nasiliło się prześladowanie katolików, w 1792 roku został aresztowany na terenie parafii św. Pawła w Paryżu, gdzie mieszkał, i uwięziony w opactwie Saint-Germain-des-Prés. Zginął z rąk tłumu, który wcześniej wymordował przewożonych z merostwa do opactwa więźniów, w czasie masakr wrześniowych.
Wspominany jest w dzienną rocznicę śmierci.
Laurencjusz został beatyfikowany 17 października 1926 wraz z 190 innymi męczennikami francuskimi przez papieża Piusa XI.